# Gomphomacromia
Genre
Gomphomacromia est un genre de libellules de la famille des Synthemistidae (sous-ordre des Anisoptères, ordre des Odonates). 

## Liste d'espèces
Selon ITIS (25 janvier 2021) :
- Gomphomacromia chilensis Martin, 1921
- Gomphomacromia fallax McLachlan, 1881
- Gomphomacromia mexicana Needham, 1933
- Gomphomacromia nodisticta Ris, 1928
- Gomphomacromia paradoxa Brauer, 1864